# Pale Moon
Pale Moon je svobodný a otevřený webový prohlížeč, který vychází z kódu Mozilla Firefox a jehož motto zní „Your browser, Your way“. Oficiálně je dostupný pro operační systémy Microsoft Windows a Linux, neoficiálně pro macOS a pro další platformy. Je oblíben z důvodů možnosti upravit si vzhled dle vlastních představ, kvůli rychlosti vykreslování a částečné podpoře doplňků pro Mozillu Firefox. Projekt řídí nezávislá komunita Pale Moonu, která si dává za cíl vytvořit plně funkční, optimalizovaný prohlížeč. Prohlížeč je zdarma, je volně stažitelný, šiřitelný a upravitelný. Jako výchozí domovská stránka se používá služba Start.me.

## Popis

### Jádro Goanna
Pale Moon používá vlastní jádro Goanna, které je forkem, aneb alternativní větví, jádra Gecko. Práce na forku začaly přibližně v polovině roku 2015 a na začátku roku 2016 s ním vyšel Pale Moon ve verzi 26.0.

### Platforma UXP
Na konci roku 2017 hlavní vývojář projektu oznámil vývoj další vlastní platformy UXP (Unified XUL Platform), která má sloužit jako základ pro budoucí verze Pale Moonu. Jde o fork Firefoxu, tentokrát verze 52 a před zahájením implementací kódu z experimentálního jádra Servo. UXP tak třeba neobsahuje žádný kód napsaný v Rustu. Pro čistě demonstrační účely platformy vznikl prohlížeč Basilisk, který ale není určen pro koncové uživatele. Protože zdrojovým kódem vychází z Firefoxu před verzí 56, má Basilisk jeho staré rozhraní Australis s kulatými panely.

### Česká lokalizace
Na rozdíl od Firefoxu a většiny dalších prohlížečů je Pale Moon distribuován pouze v anglické jazykové verzi. Češtinu je nutné doinstalovat ručně stažením lokalizačního balíčku a změnou skryté konfigurační předvolby.

## Podporované platformy
Podporovány jsou procesory s instrukční sadou SSE2 a na 64-bitové verzi AVX, přesto jsou k dispozici linuxové porty Pale Moonu pro některé starší procesory.

### Staré platformy
Verze 26.5 byla poslední verzí s oficiální podporou operačního Windows XP. Neoficiální upravený prohlížeč New Moon 28 lze provozovat až na Windows 98 s rozšířením KernelEX.